# 조계종
조계종(曹溪宗)은 한국 불교의 한 종파이다. "조계"라는 낱말은 중국 선종의 제6조(祖)인 혜능(慧能)의 별호에서 유래하였다. 조계종의 정체성은 비구 승단, 비구승 수행의 중심인 선(간화선)을 표방하는 성격이 있다.
조계종이라는 종파 이름이 한국 불교의 역사에서 최초로 등장하는 것은 고려 때이다. 즉 신라 때부터 내려온 9산 선문(九山禪門)을 고려 때 합친 것으로, 대각국사 의천(義天: 1055-1101)이 수립한 천태종이 종세(宗勢)를 확장해가자 이에 당시의 선종(禪宗)의 제 분파들이 자극을 받아 합쳐져서 성립된 것이 조계종이다.
조계종이라는 이름이 등장한 것은 고려 시대이지만 선법(禪法)의 전승이라는 관점에서 대한불교조계종에서는 신라 말기와 고려 초기에 성립된 9산 선문 중 최초로 성립된 산문인 가지산문(迦智山門)의 개조인 도의(道義: fl. 821)국사를 조계종의 초조(初祖), 즉 종조(宗祖)로 여긴다.
대각국사 의천에 의한 천태종의 성립의 영향을 받아 조계종이 성립된 후, 보조국사 지눌(知訥: 1158-1210) · 백운(白雲) · 태고국사 보우(普愚: 1301-1382)가 조계종의 종풍(宗風)을 크게 떨쳤다. 대한불교조계종에서는 보조국사 지눌을 조계종의 중천조(中闡祖: 분명하게 밝힌 조사)로 여기며, 태고국사 보우를 중흥조(中興祖: 중흥시킨 조사)로 여긴다.
이후에는 선종(禪宗)의 여러 교파 중 조계종만이 그 법맥(法脈)을 오래 유지하여 오다가 조선 태종 7년(1407년)에 천태종과 총남종(摠南宗)을 조계종과 통합하여 "선종(禪宗)"이라 이름을 고쳤다.
그 후 1941년에 또다시 "선종(禪宗)"에 교종(敎宗)을 합하여 단일종(單一宗)으로 만들었다. 이때 혜능선사가 있었던 조계산이라는 이름을 빌려다 조계종이라 명명하고, 태고국사 보우(普愚: 1301-1382)를 종조(宗祖) 또는 중흥조(中興祖)로 삼아서 오늘에 이르고 있다.
조계종단에는 스님이 사유재산을 소유하는 것을 금지하며 사후에는 스님의 사유 재산을 종단에 귀속시킨다.

## 재건
1954년 이승만 대통령의 유시가 조계종과 태고종의 분규를 낳으며 1962년 조계종이 재건되었다. 1955년 8월에 제정된 조계종의 종헌 선포문에는 외색 대처승이 불법의 본원을 파괴하여 이승만 대통령의 시정 방침과 불교 정화 운동에 부합되어 불교 정화가 전개되었다고 되어 있다.

## 같이 보기
- 5교 9산(五敎九山)
- 선종 구산(禪宗九山)
- 가지산문(迦智山門) · 도의(道義)
- 천태종(天台宗)
- 대한불교조계종(大韓佛敎曹溪宗)

## 참고 문헌
- 이 문서에는 다음커뮤니케이션(현 카카오)에서 GFDL 또는 CC-SA 라이선스로 배포한 글로벌 세계대백과사전의 내용을 기초로 작성된 글이 포함되어 있습니다.